# Viktor Dyk
Viktor Dyk (Pšovka u Mělníka, 31. prosinca 1877. – Lopud, 14. svibnja 1931.), češki pjesnik, prozaist, političar i politički pisac.